# Hamburg-Marmstorf

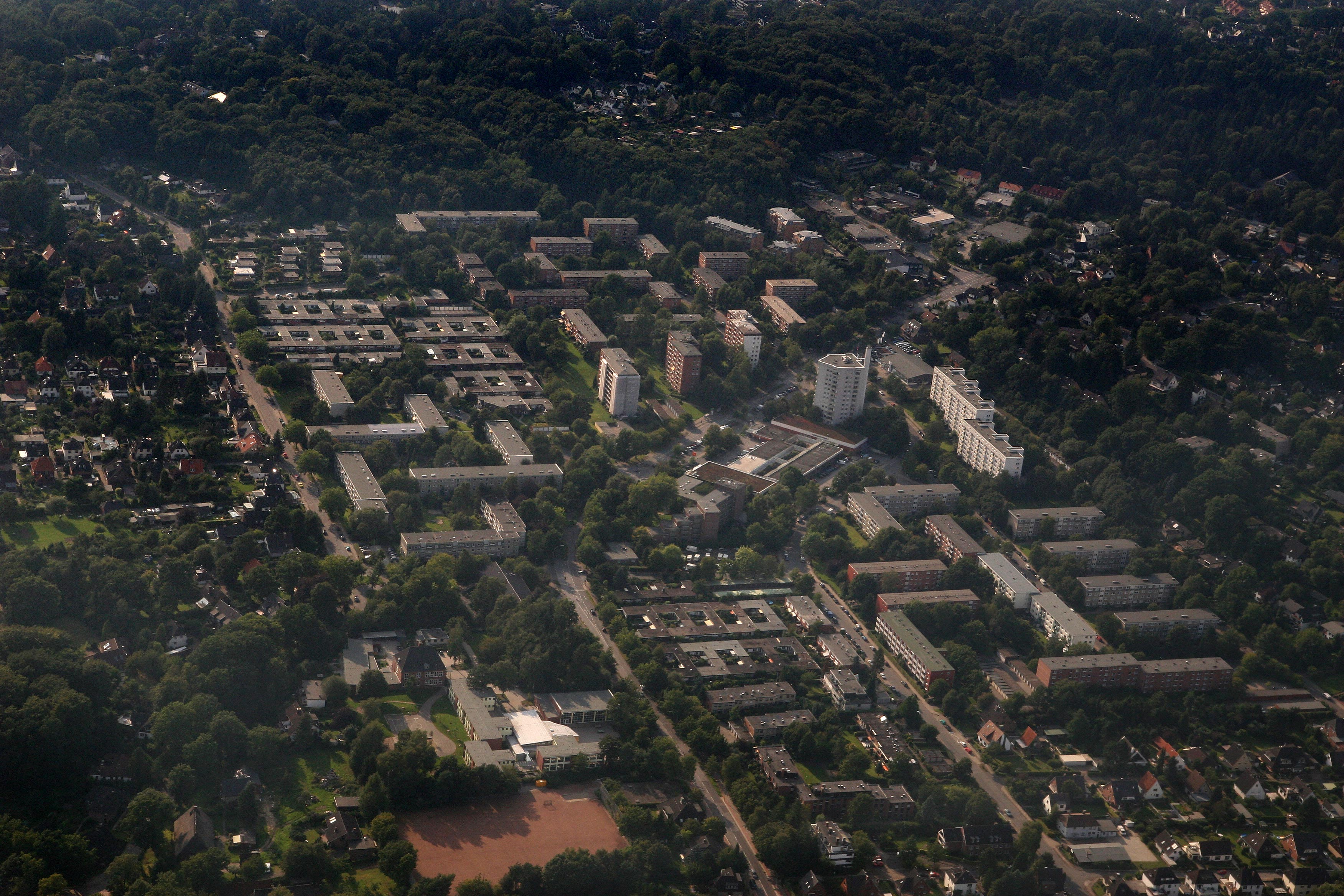
Luchtbeeld van Marmstorf nabij de Ernst-Bergeest-Weg (13.8.2007)

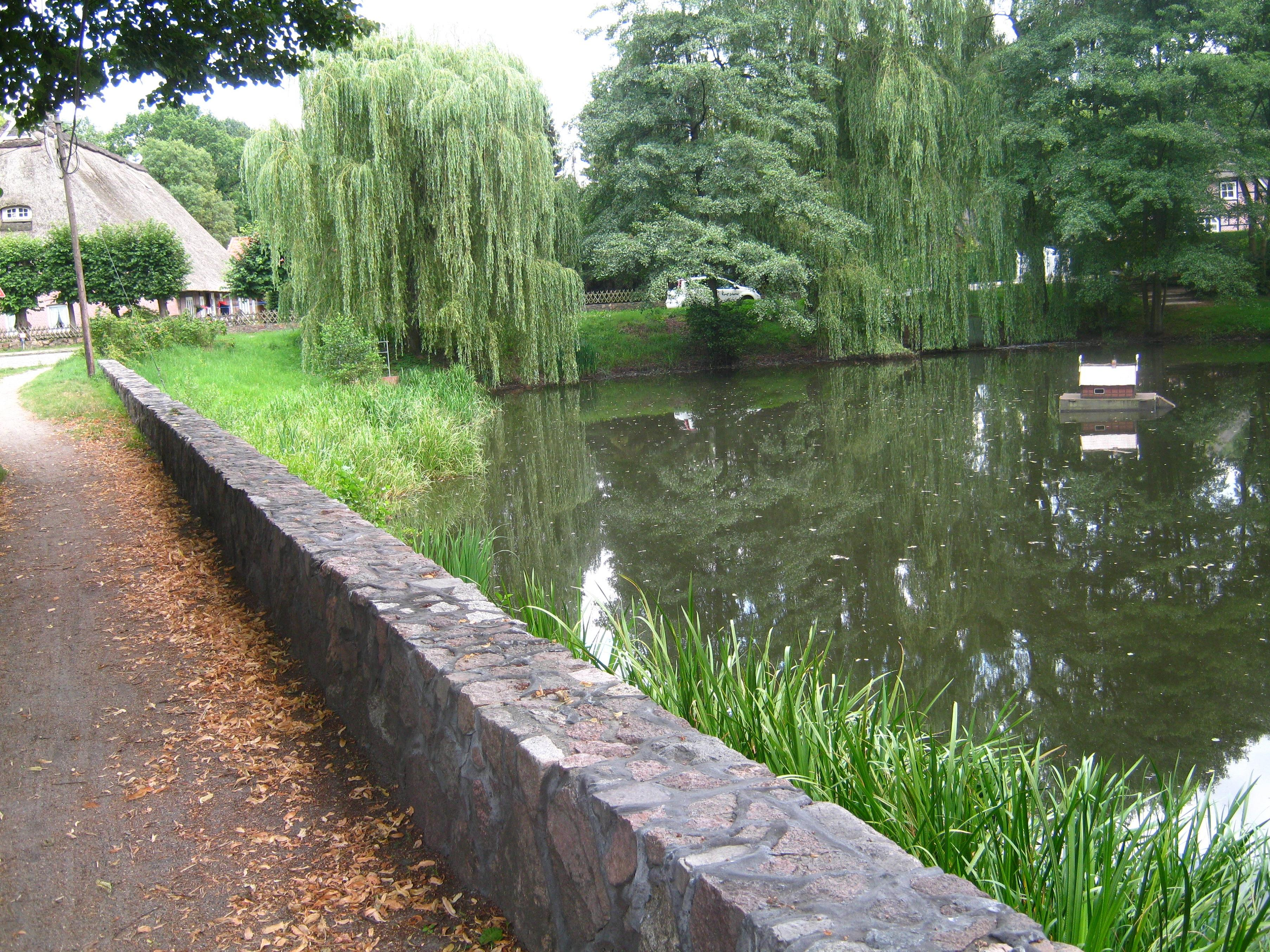
Schulteich („Feuerteich“)

Marmstorf is een stadsdeel van Hamburg in het district Hamburg-Harburg. Bij dit stadsdeel horen ook de meer westelijk gelegen plaatsen Appelbüttel en Lürade.

## Geografie
Marmstorf ligt in een heuvellandschap dat naar het westen overgaat in de Harburger Berge. De nog steeds bestaande historische dorpskern bevindt zich in het dal, de nieuwe wijken op hogere terreinen. Er zijn - naar Hamburgse normen - behoorlijke hellingen. Marmstorf grenst aan meerdere zijden aan bossen en weiden. Bijzonder is het Appelbütteler Tal.
De bebouwing kan in drie zones worden ingedeeld: de dorpskern met de boerderijen en kasseien, de hoogbouwblokken rond de Ernst-Bergeest-Weg en een dichtbebouwde zone met vrijstaande en aaneengesloten woningen met enkele meergezinswoningen.
Hierdoor heeft dit stadsdeel een goede sociale mix.

## Geschiedenis
Op het grondgebied van Marmstorf bevond zich een grafveld uit de ijzertijd. Voor de inventaris van het urnenveld wordt gezorgd door het Archäologischen Museums Hamburg in Harburg, waar de inventaris van de Kriegerbestattung Grab 216 een van de hoogtepunten van de vaste collectie is.
De naam Marmstorf verwijst oorspronkelijk naar een saksische nederzetting waarvan de stichter Marbold of Maribald heette. In 1196 werd het als Marboldesthorp voor het eerst vermeld.
In de Franse tijd werd het dorp op 29 maart 1814 door de bezetters platgebrand.
Tussen 1852 en 1859 werd Marmstorf een zelfstandige gemeente in de Pruisische Landkreis Harburg. Sinds 1 april 1937 behoort Marmstorf bij Hamburg door het Groß-Hamburg-Gesetz.

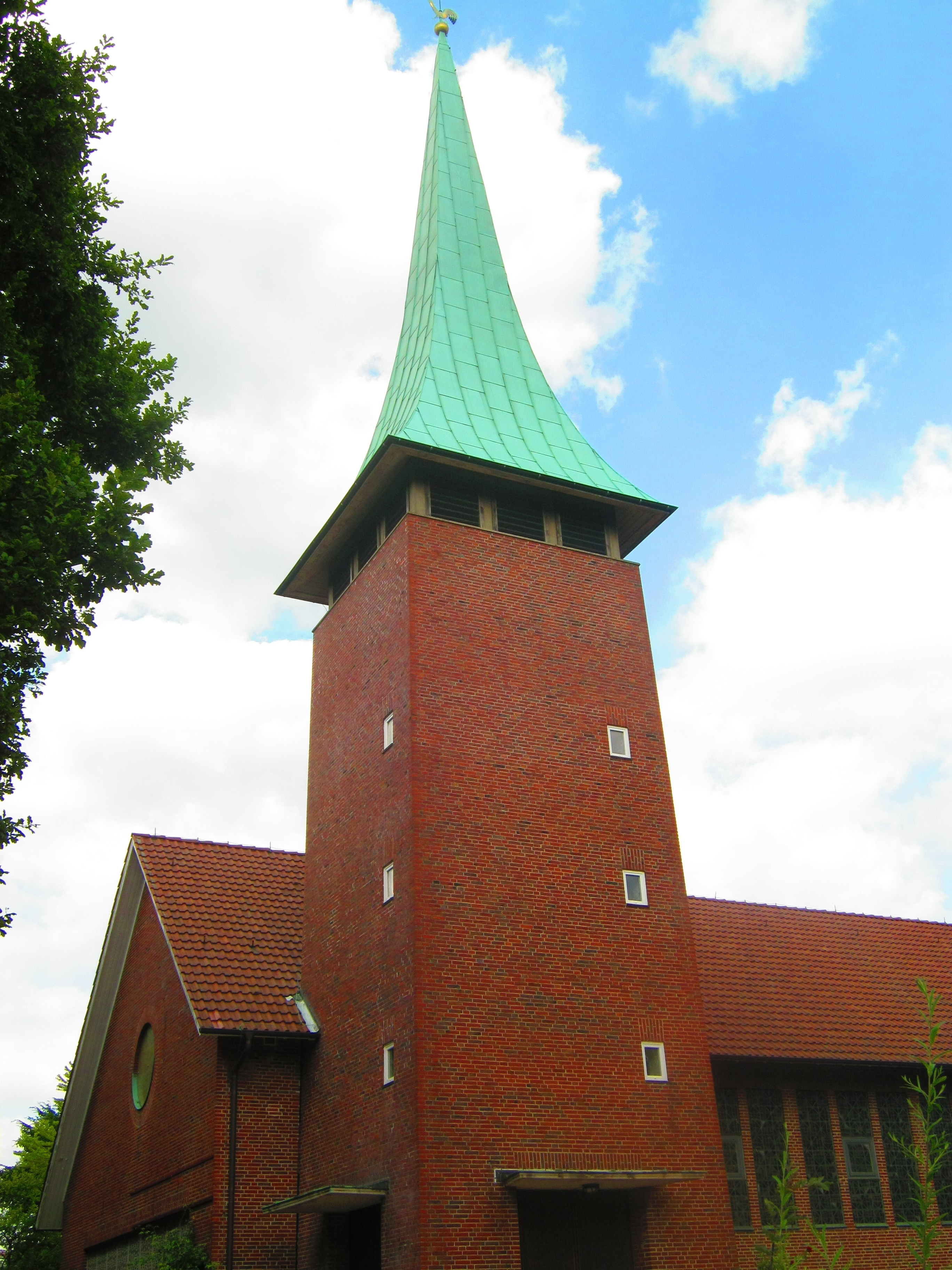
Verrijzeniskerk

Marmstorf heeft een verouderde bevolking: 27,7 % is ouder dan 65 (Hamburg 18,2 %).

## Verkeer
Marmstorf ligt aan de Bundesautobahn 7.
Het dichtstbijzijnde treinstation voor regionaal en nationaal verkeer is Hamburg-Harburg. Het S-Bahn-station Harburg-Rathaus ligt ook in de buurt.